# 馬德拉裸胸鱔
馬德拉裸胸鱔，又稱馬德拉裸胸鯙，為輻鰭魚綱鰻鱺目鯙亞目鯙科的其中一種，分布於西大西洋區的西印度群島、東大西洋區的馬德拉群島及貝南海域，棲息深度85-200公尺，體長可達100公分，為底棲性魚類，生活在深水礁石區，屬肉食性，生活習性不明，可作為食用魚。

## 擴展閱讀
維基物種上的相關：馬德拉裸胸鱔